# Kwon Yi-goo
Kwon Yi-goo (kor. 권이구; * 11. Juni 1987) ist ein südkoreanischer Badmintonspieler.

## Karriere
Kwon Yi-goo gewann 2007 die Vietnam Open im Herrendoppel mit Ko Sung-hyun. Bei der Sommer-Universiade 2007 wurden beide Fünfte im Doppel. 2009 gewann er Bronze bei den Ostasienspielen im Herrendoppel mit Kim Gi-jung. Bei den Chinese Taipei Open 2010 wurde er Zweiter im Doppel mit Cho Gun-woo. Des Weiteren nahm er an der Badminton-Weltmeisterschaft 2011 teil.

## Sportliche Erfolge
| Saison | Veranstaltung       | Disziplin    | Platz | Name                       |
| ------ | ------------------- | ------------ | ----- | -------------------------- |
| 2007   | Vietnam Open        | Herrendoppel | 1     | Kwon Yi-goo / Ko Sung-hyun |
| 2009   | Ostasienspiele      | Herrendoppel | 3     | Kim Ki-jung / Kwon Yi-goo  |
| 2010   | Chinese Taipei Open | Herrendoppel | 2     | Cho Gun-woo / Kwon Yi-goo  |